# Teodor Actuari
Teodor Actuari (en llatí Theodorus, en grec antic  Θεόδωρος) era un metge grec que mencioinen alguns autors antics, entre ells Aeci en diversos llocs només amb el nom de Teodor. La persona de la que parla Aeci és la mateixa que Nicolau Mirepse anomena Teodor Actuari.
Com que el títol d'actuari aplicat als metges només estava en ús a la cort de Constantinoble aquest metge hauria viscut allí cap al segle v, i no és, com alguns suposen, el metge citat per Plini.